# Wahlen in Palau 2004
Die Wahlen in Palau (General elections) wurden 2004 im pazifischen Inselstaat Palau durchgeführt um den Präsidenten und den Olbiil Era Kelulau (National Congress) zu wählen. Am 2. November 2004 wurde zugleich über mehrere Referenden abgestimmt. Der Amtsinhaber Thomas Remengesau Jr. konnte die Präsidentschaftswahl deutlich für sich entscheiden. Er gewann fast zwei Drittel der Stimmen, während alle Delegierten im House of Delegates und im Senat wieder von unabhängigen Kandidaten eingenommen wurden.

## Ergebnisse

### Präsidentschaftswahl
Tommy Remengesau errang 6.260 Stimmen gegenüber Polycarp Basilius, welcher nur 3.180 Stimmen erringen konnte. Ungültig waren 224 Stimmen. Insgesamt umfasste die Wählerschaft 12.922 Personen.

### Senat
Im Senat wurden 9 Sitze vergeben.

### House of Delegates
im House of Delegates wurden 16 Sitze vergeben.